# Сід Кампеадор
Сід Кампеадор відомий також, як Ель Сід та Родріго Діас де Вівар (ісп. Rodrigo (Ruy) Díaz de Vivar, 1040, Вівар, біля Бургосу — 10 липня 1099, Валенсія) — легендарний герой реконкісти, національний герой Іспанії.

## Біографія
Служив при дворі короля Кастилії Санчо II, а після його смерті — Альфонсо VI, при якому став головнокомандувачем кастільської армії. З 1080 року — у вигнанні. У 1094 році захопив Валенсію та став її правителем.
Сід (від арабського «сіді» — «пан», «владика»; можливо походить від арабського al-sayyid, السَّيِّد) набув легендарних рис, за народною традицією його вважали відважним лицарем, який поєднував хоробрість і гуманність, оскільки він воював як з християнськими тиранами, так і з мавританськими. Після своєї смерті в 1099 році Сід перетворився на народного героя, оспіваного в поемах і піснях.
В християнських джерелах відомий як Родріґо ель Кампеадор (від латинського Campidoctor, що перекладається як вправний боєць, майстер бою). Удостоєний прізвиська ще за життя, так як відомий документ за 1098 рік, де він підписується латинським виразом ego Rudericus Campidoctor.
Близько 1195 року в наварро-арагонському творі про родовід Родріго Діаса Linaje de Rodrigo Díaz відома формула назвиська як mio Cid el Campeador, тобто мій Сід Кампеадор.
Сіду Кампеадору присвячена пам'ятка середньовічної іспанської літератури «Пісня про мого Сіда». Єдиний оригінал поеми — рукопис 1207 року — вперше виданий не раніше XVIII століття.

## Вшанування пам'яті

### У кіно
1961 — Ель Сід